# Anelasticità (fisica)
L'anelasticità è una caratteristica dei materiali che dipende da alcune proprietà fisiche del materiale stesso. Un materiale anelastico sottoposto ad uno sforzo di opportuna intensità subisce deformazioni che non sono proporzionali alle sollecitazioni subite e che non scompaiono all'azzerarsi della forza.
Facendo un esempio pratico, nel caso di uno sforzo monoassiale, quando un corpo anelastico subisce una deformazione (allungamento o accorciamento), al rilascio delle forze esterne che hanno causato le tensioni, rimane una deformazione residua.
Anelasticità è il contrario di elasticità.